# 三帶虹銀漢魚
三帶虹銀漢魚（学名：Melanotaenia trifasciata），為輻鰭魚綱銀漢魚目虹銀漢魚科的其中一種，其种加词“trifasciata”意为“三条线纹的”。分布於澳洲北領地及昆士蘭淡水流域，為熱帶魚類，體長可達13公分，棲息在水質清澈、礫石底質的溪流底中層水域，生活習性不明，可做為觀賞魚。